# Comuna Konovalivka, Mașivka
Konovalivka (în ucraineană Коновалівка) este o comună în raionul Mașivka, regiunea Poltava, Ucraina, formată din satele Konovalivka (reședința) și Ust-Lîpeanka.

## Demografie
Componența lingvistică a comunei Konovalivka
     Ucraineană (96,56%)
     Rusă (2,72%)
     Alte limbi (0,57%)
Conform recensământului din 2001, majoritatea populației comunei Konovalivka era vorbitoare de ucraineană (96,56%), existând în minoritate și vorbitori de rusă (2,72%).